# Carl Nielsen 1865-1931
Carl Nielsen 1865-1931 er en portrætfilm fra 1978 instrueret af Jørgen Roos efter manuskript af Jørgen Roos og Henrik G. Poulsen.

## Handling
Et portræt af den danske komponist, Carl Nielsen, i skjorteærmer. Kunstneren og mennesket fra forskellige vinkler. Hans instrumentalmusik gives der eksempler på gennem optagelser fra koncerter og fra prøver med orkestre i forskellige lande. Citater fra Nielsens mange skriverier - om musikkens væsen og karakter - uddyber værkerne.